# Oldtimermuseum Groß Raden
Das Oldtimermuseum Groß Raden ist ein Motorrad- und Automuseum in Mecklenburg-Vorpommern. Es gibt auch die Schreibweisen Oldtimer-Museum Groß Raden und Oldtimer Museum Groß Raden.

## Geschichte
Der Verein Freunde historischer Fahrzeuge e.V. eröffnete das Museum im Frühjahr 1999.  Es befindet sich in Groß Raden, einem Ortsteil von Sternberg im Landkreis Ludwigslust-Parchim. Das Gebäude ist ein alter Getreidespeicher, der auf drei Etagen 150 Quadratmeter Ausstellungsfläche bietet. Das Museum war früher im Sommer an sechs bis sieben Tagen geöffnet, inzwischen nur noch an den Wochenenden.
Der Verein veranstaltet zwei Veteranentreffen pro Jahr am Museum.

## Ausstellungsgegenstände
Das Museum stellt überwiegend Zweiräder aus. 2014 waren es 60 Motorräder, 6 Motorroller, 12 Mopeds und 6 Fahrräder. Daneben werden acht Autos, fünf Motoren und Sonderfahrzeuge präsentiert. Zu den Autos gehören ein Chevrolet, ein Ford Modell T und ein Wartburg 313.